# غابة سقام (نجران)
منتزة الملك فهد (غابة سقام)، يعد من أجمل الأماكن التي توجد في الجهة الجنوبية في منطقة نجران، وهو من المنتزهات السياحية المهمة والمفضلة لسكان المنطقة ومقصد للزوار ويتميز بالمناظر الطبيعية الخضراء.

## المساحة
تبلغ مساحتها 4 ملايين متر مربع.

## الأشجار
تتميز الغابة بالأشجار المعمرة الأصيلة بالمكان والمغروسة حديثاً لديمومة الإخضرار مع غطاء نباتي تميز بجماله الأخاذ المتنوع بين أشجار السمر، والسلم، والأثل، والسدر والطلح والغاف، إضافةً إلى 650 ألف متربع مربع من المسطحات الخضراء والآلاف من الأزهار والورود الحولية والموسمية.
غرست أمانة نجران في السنوات الخمس الأخيرة 18 ألف شتلة من أشجار السدر والغاف والطلح بأنواعه، تضاف إلى 12500 شتلة سابقة.

## الملحقات
يشكل المنتزه أيقونة للسياحة والترفيه بالمنطقة بما يحتويه من:
- مسارات رياضية.
- مجاميع ألعاب.
- حديقة النافورة.
- مسطحات خضراء تتجاوز 8 مسطحات، بمساحة تقدر بـ650 ألف متر مربع.
- مسار رياضي ويبلغ طوله 2,50 كم، مخصص للمشي وركوب الدراجات.
- ممشى خرساني نفذ وفق أعلى معايير الجودة والأنماط الحضارية الحديثة بطول 2.3 كم.
- ممشى ترابي بطول 761م، وممشى ترابي آخر بطول 395م، خصصت للمشي بين أحضان الطبيعة.

## جهود أمانة منطقة نجران
استكملت الأمانة زيادة المسطحات الخضراء في المتنزه بزراعة 3000 متر مربع من الإنجيله الطبيعية بالمسطح الجديد ليصبح إجمالي المزروع به 6000 متر مربع، بالإضافة إلى صيانة النوافير المائية والممرات وأعمدة الإنارة ومجاميع الألعاب في أنحاء المتنزه.